# Floyd Landis
Pour les articles homonymes, voir Landis.
Floyd Landis est un coureur cycliste américain né le 14 octobre 1975 à Farmersville (Pennsylvanie). Professionnel entre 1999 et 2010, il est surtout resté célèbre pour avoir remporté le Tour de France 2006 grâce à une échappée de 127 kilomètres le lendemain d'une défaillance, avant d'être contrôlé positif à la testostérone. La victoire a finalement été attribuée à Óscar Pereiro. Durant sa carrière, Landis est un coureur complet, à l'aise dans les cols, en contre-la-montre et en descente. Il devient professionnel en 1999 avec l'équipe Mercury. Il rejoint l'équipe US Postal Service au service de Lance Armstrong en 2002, puis passe leader au sein de l'équipe Phonak en 2005.
En janvier 2010, un juge français émet un mandat d'arrêt national à son encontre pour des accusations de piratage informatique liées aux allégations de dopage de 2006. Jusqu'en 2010, Landis maintient son innocence et met en place une défense agressive. Bien que l'équipe juridique de Landis trouve des incohérences dans le traitement et l'évaluation de ses échantillons d'urine, la disqualification est confirmée. Il est suspendu de toute compétition jusqu'au 30 janvier 2009, à la suite d'une décision du groupe spécial d'arbitrage rendue le 20 septembre 2007. Il fait appel du résultat au Tribunal arbitral du sport, qui confirme la suspension. En janvier 2011, se retrouvant sans équipe, il met fin à sa carrière de coureur. Le 20 mai 2010, après presque quatre ans de contestation des allégations, il admet avoir été dopé de manière continue et a révélé que Lance Armstrong et de nombreux autres coureurs de haut niveau qui faisaient partie de son équipe se sont également dopés.

## Biographie

### Du mennonitisme au VTT
Floyd Landis est né en 1975 dans une communauté mennonite de Pennsylvanie. Ses parents, sont de fervents mennonites et ont un mode de vie strict, qui ne facilite pas la pratique du cyclisme par le jeune Floyd. Celui-ci s'entraîne la nuit, ou en se rendant à la pêche avec son frère. Lors de ses premières compétitions, il est interdit de courir en cycliste et contraint de porter un jogging. Il obtient néanmoins de bons résultats, et devient champion national junior de VTT en 1993 (devant Jeff Osguthorpe). Il quitte alors sa communauté pour la Californie ou il grandira afin de s'entraîner à plein-temps, avant de passer au cyclisme sur route en 1999.

### Carrière professionnelle
Il commence sa carrière professionnelle en 1999 chez Mercury-Viatel. Durant cette première année, il obtient sa première victoire lors d'une étape de la Cascade Classic et participe au Tour de l'Avenir, qu'il termine en troisième position. Il ne tarde pas à montrer qu'il est un bon rouleur, en remportant le prologue du Tour de Langkawi en 2000 puis, l'année suivante, en se plaçant sur le podium du contre-la-montre du Critérium International. Il remporte également le Tour du Poitou-Charentes.
Il signe ensuite chez US Postal en 2002 et devient durant trois saisons un coéquipier de Lance Armstrong, avant de rejoindre Phonak en 2005. Le 8 juillet 2006, il finit 2e de la 7e étape du Tour de France 2006 (contre-la-montre). Le 13 juillet, il est 3e de la 11e étape et s'empare du maillot jaune qu'il perd le 15 juillet, récupère le 18 juillet (il est 4e de la 15e étape) et perd à nouveau (victime d'une défaillance) le 19 juillet à la Toussuire, pour descendre à la onzième place du classement général. Il réagit le lendemain, 20 juillet en gagnant la 17e étape au terme d'une incroyable chevauchée solitaire vers Morzine, ce qui lui permet de remonter à la troisième place du classement général à 30 secondes du maillot jaune. Puis, excellent rouleur, il finit troisième du contre-la-montre du 22 juillet et récupère ainsi le maillot jaune qu'il conserve jusqu'à Paris. Quelques jours plus tard, il est déclaré positif au contrôle antidopage effectué à Morzine. Après près de deux ans de bataille juridique, il devient le premier vainqueur du Tour à être déclassé pour dopage.

## Affaires de dopage

### Contrôlé positif à latestostéronesur leTour de France 2006et disqualifié

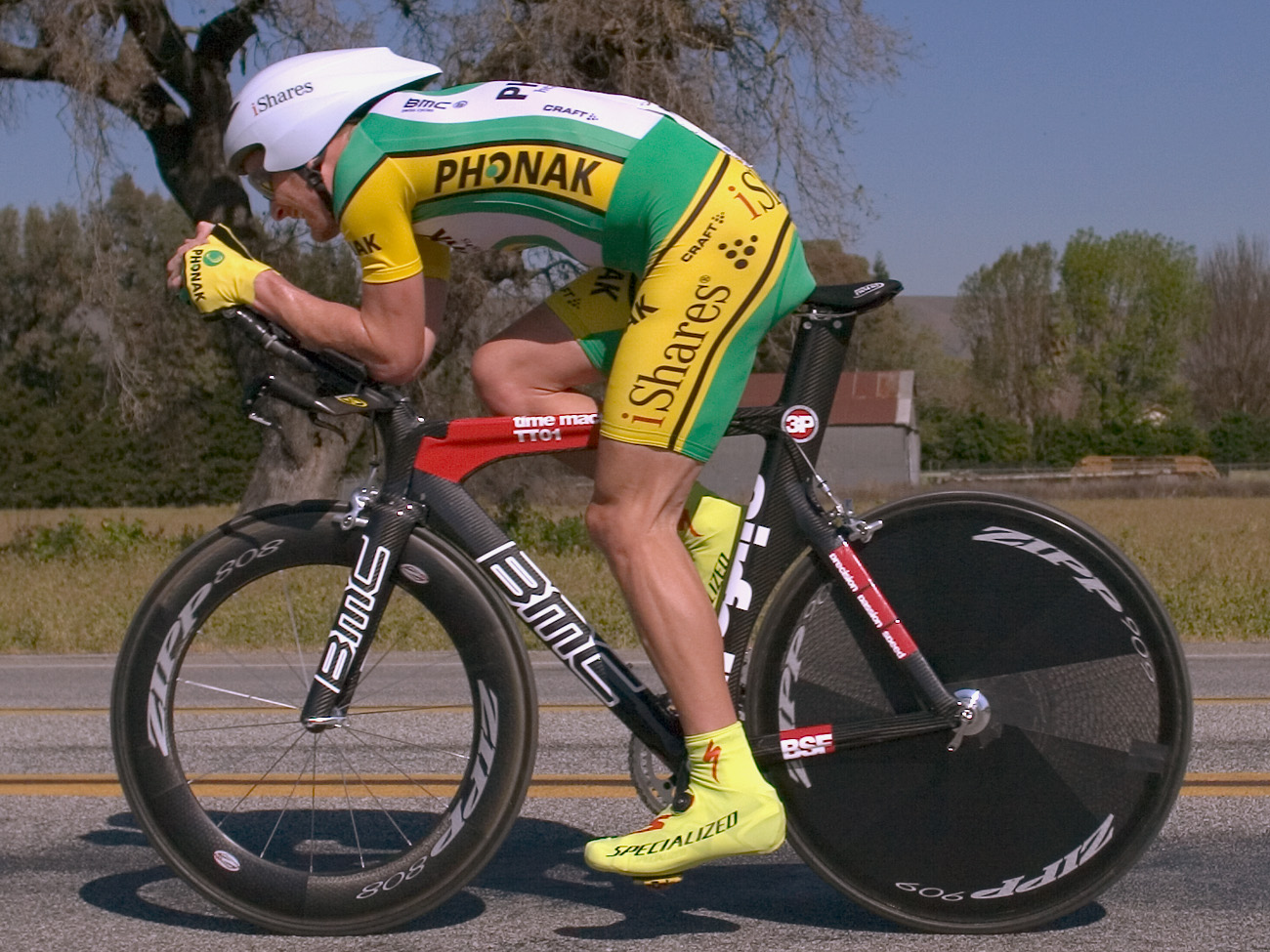
Floys Landis au Tour de Californie 2006

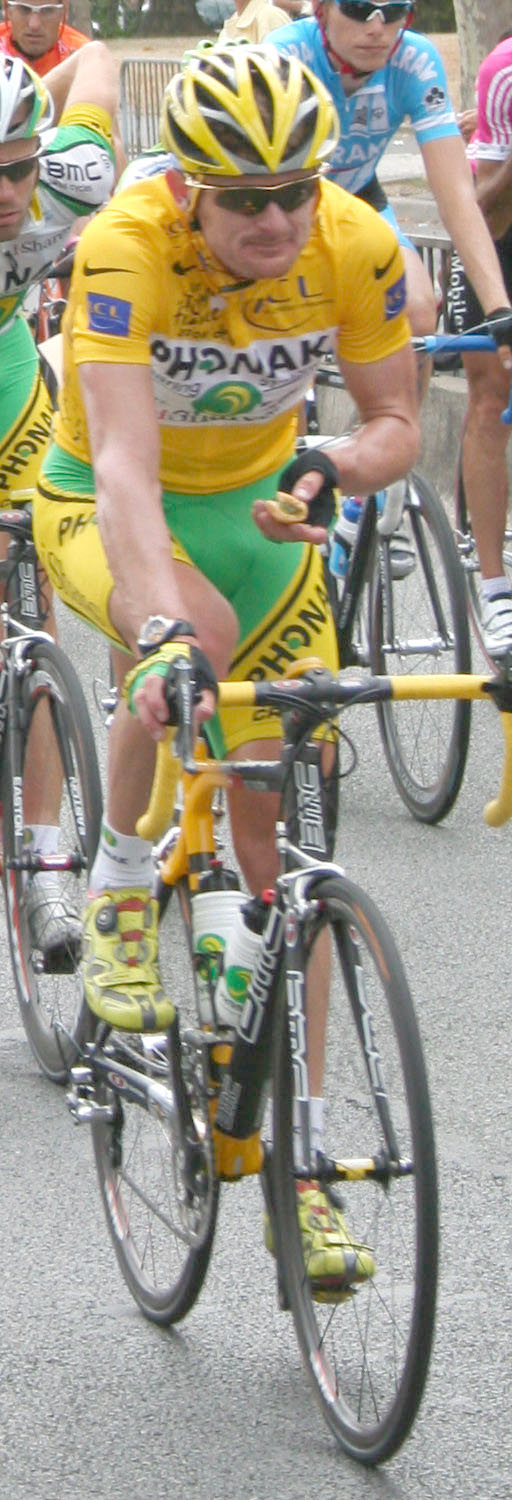
Floyd Landis lors de la dernière étape du Tour de France 2006

Le 27 juillet 2006, on apprend que Landis a été contrôlé positif à la testostérone après la 17e étape du Tour de France 2006 (taux 11 fois supérieur à la normale, la limite admise étant 4 fois).
Au cours d'une conférence de presse donnée à Madrid (sa ville de résidence) le 28 juillet 2006, le coureur cycliste se défend en présence de son avocat José Maria Buxeda : il déclare qu'il n'est pas dopé et qu'il se soumettra à tous les tests imposés par l'Union cycliste internationale. En outre, il répète qu'il a subi six autres tests, tous négatifs, pendant le Tour de France et affirme que ses « taux de testostérone ont toujours été exceptionnellement élevés, et que cela n'a rien à voir avec le dopage ». Il change par la suite de défense, et invoque des problèmes de thyroïde, des piqûres de cortisone pour soigner sa hanche et une soirée bien arrosée la veille de l'étape pour expliquer les résultats des analyses,. Mais une telle explication serait plausible seulement pour une femme car la testostérone est produite par les surrénales chez la femme et le 31 juillet 2006, une source du New York Times révèle que la testostérone retrouvée dans l'urine de Floyd Landis serait d'origine synthétique.
Le 5 août 2006, l'analyse de l'échantillon B confirmant le résultat de celle de l'échantillon A, Landis est menacé de perdre son titre de vainqueur du Tour de France ainsi que de celui de vainqueur de la 17e étape. Son équipe, Phonak, a annoncé avoir procédé à son licenciement le jour même de la connaissance des résultats de la contre-expertise. Floyd Landis risque par ailleurs deux ans de suspension. Il a pris pour se défendre le même avocat que son ancien équipier Roberto Heras, Jose Maria Buxeda. Il crée avec l'homme d'affaires Thom Weisel un fonds en mai 2007, le Floyd Fairness Fund, pour lutter contre l'ostéo-arthrose, qui lui permet de récolter environ un million de dollars. Il appelle ses partisans à faire don de « tout ce qu'ils peuvent » pour l'aider à payer sa facture légale de 2 millions de dollars, tout en niant son implication dans le dopage. Plusieurs années après, Landis conclut un accord avec les procureurs fédéraux sur des allégations selon lesquelles il aurait frauduleusement sollicité des dons pour un fonds de défense qu'il avait créé pour lutter contre les accusations de dopage. Il comparait devant un juge fédéral le 24 août 2012 pour une audience de « poursuite judiciaire » au cours de laquelle il accepte de verser une restitution.
Le 9 août 2006, il explique avoir été dopé à son insu cette fois-ci.
Le 15 août 2006, Andy Rihs, le patron de l'équipe cycliste Phonak annonce que son équipe, à laquelle appartenait Floyd Landis, allait être purement et simplement dissoute. Déjà accablée par des affaires de dopage concernant d'autres coureurs, celle qui impliqua Landis a été celle de trop pour une même formation.
Le 22 septembre 2006, l'USADA ouvre une procédure disciplinaire contre Landis sur recommandation de la commission de révision de l'Association américaine d'arbitrage (AAA).
Le 15 novembre 2006, on apprend que le laboratoire national de dépistage du dopage (LNDD) de Châtenay-Malabry a été l'objet d'un piratage informatique visant à le discréditer. Le parquet de Nanterre a ouvert une enquête préliminaire pour piratage informatique à la suite de la plainte déposée par Pierre Bordry, le président de l'Agence française de lutte contre le dopage. C'est ce piratage qui expliquerait que l'échantillon B de Landis dont l'analyse a confirmé la présence de testostérone exogène ait été malencontreusement répertorié avec un mauvais numéro sur le procès-verbal de la contre-analyse : le numéro d'identification de Floyd Landis était le 995 474, alors que sur le PV a été inscrit 994 474. Cette erreur, d'ordre administrative, ne signifie pas que l'échantillon B déclaré positif n'était pas celui de Landis, mais, cette information a été utilisée par ses avocats pour contester son contrôle antidopage positif.
En avril 2007, un nouvel examen des 6 échantillons B montre la présence de testostérone synthétique. En mai 2007, le directeur du Tour de France, Christian Prudhomme déclare que Floyd Landis est définitivement et officiellement effacé de la liste des anciens vainqueurs du Tour.
Floyd Landis a engagé Howard Jacobs, un avocat spécialisé dans la défense d'athlètes accusés de dopage. Il a aussi engagé Maurice Suh, un spécialiste des affaires de fraude gouvernementale.
Le 18 mai 2007, lors du procès qui a lieu entre le 14 et le 24, l'ancien coureur cycliste Greg LeMond, appelé comme témoin, déclare avoir reçu des pressions de la part de Will Goeghegan, alors associé de Landis, pour ne pas venir témoigner. L’avocat de Landis a immédiatement annoncé la fin de l’association entre le coureur et Will Goeghegan, prenant effet immédiatement. La veille, Eddy Merckx, appelé à témoigner, n'était pas venu à l'audience, ne connaissant rien à l'affaire.
Le 20 septembre 2007, la cour d'arbitrage américaine indépendante (AAA) retire à Landis son titre de vainqueur du Tour de France 2006 et lui inflige une suspension rétroactive de deux ans à compter du 1er janvier 2007. Le 9 octobre 2007, il fait appel auprès du Tribunal arbitral du sport (TAS). Le 21 novembre 2007, Landis fait de nouveau appel.
Le 19 décembre 2007, l'AFLD le suspend à son tour pour deux ans de toute compétition sur le territoire français. Cette décision prolonge de fait la suspension de Floyd Landis puisqu'elle prend effet au 30 janvier 2007 et doit donc prendre fin le 30 janvier 2009
Le 30 juin 2008, le Tribunal arbitral du sport rend son verdict final : il rejette l'appel de Landis, confirme sa suspension jusqu'en janvier 2009 et la déchéance définitive de son titre de vainqueur du Tour de France 2006. Il doit également verser 100 000 dollars à l'AMA.
Le 23 novembre 2008, Floyd Landis fait appel devant une cour fédérale américaine.

### Piratage de l'AFLDen 2006
Le 15 avril 2009, L'Express révèle que les hackers ayant piraté Greenpeace sont ceux qui ont sévi sur le réseau du LNDD de Châtenay-Malabry. Ils voulaient disculper le coureur américain et mettre en cause la compétence du laboratoire français. Ces hackers étaient en lien avec Arnie Baker, l'ex-entraîneur de Floyd Landis.
Convoqués le 5 mai 2009 par la direction centrale de la police judiciaire, Landis et son entraîneur Arnie Baker ne se sont pas présentés. Les enquêteurs de l'Office central de lutte contre la criminalité liée aux technologies avaient mis en évidence que l'adresse IP de l'expéditeur des documents piratés n'était autre que Baker.
Le 15 février 2010, il fait donc l'objet d'un mandat d'arrêt international, pour ne pas s'être rendu à la convocation, datant du 5 mai 2009, du juge d'instruction chargé de l'enquête sur le piratage du système informatique du LNDD. Un mandat du même type avait été délivré, le 4 novembre 2009, à l'encontre d'Arnie Baker.
Le 9 septembre 2010, le parquet de Nanterre prononce un non-lieu à l'encontre de Landis qui échappe à un procès.
Le 15 octobre 2010, Floyd Landis et son ancien entraîneur, Arnie Baker, sont renvoyés devant le tribunal correctionnel de Nanterre. Arnie Baker sera jugé pour complicité d'intrusion dans un système de traitement automatisé de données et recel de documents provenant de cette intrusion. Floyd Landis est poursuivi pour recel de documents provenant d'une intrusion informatique. Selon l'ordonnance de renvoi, Floyd Landis ne pouvait ignorer que les documents provenaient d'un piratage informatique. Fin 2006, le cycliste américain avait diffusé sur son site internet des documents du LNDD.
Le 16 octobre 2011, le procès s'ouvre au tribunal de Nanterre.
Le 25 octobre 2011, on apprend que le tribunal correctionnel de Nanterre rendra son verdict dans la vaste affaire d'espionnage impliquant Floyd Landis le 10 novembre. Son procès se juge en son absence car il aurait des ennuis financiers : il aurait versé 1 600 000 dollars pour pouvoir prouver son innocence. Le ministère public a réclamé une peine de 18 mois de prison avec sursis contre le cycliste américain et son ex-entraîneur Arnie Baker.
Le 10 novembre 2011, le tribunal correctionnel de Nanterre condamne Landis à un an de prison avec sursis pour espionnage informatique. Son ex-entraîneur Arnie Baker écope de la même peine que Landis. Le duo, comme d'autres intervenants, devront aussi verser un total de 75 000 dollars au laboratoire de Chatenay-Malabry.

### Aveux et accusations de dopage en 2010
Le 20 mai 2010, dans une interview donnée au Wall Street Journal, Floyd Landis reconnait s'être dopé de façon systématique au cours de sa carrière sous les couleurs de l'US Postal entre 2001 et 2004, ainsi que celle de l'équipe Phonak (2005-2006). Il met en cause son directeur sportif de l'époque Johan Bruyneel qui l'a familiarisé avec diverses pratiques dopantes, parmi lesquelles la prise d'EPO, de testostérone, d'hormones de croissance, de stéroïdes par voie orale et la pratique de transfusions sanguines. Il accuse également nommément, entre autres, ses anciens coéquipiers Lance Armstrong, Levi Leipheimer et David Zabriskie d'avoir participé aux pratiques dopantes de son équipe.
Le 3 juillet 2010, dans une interview donnée au Wall Street Journal une nouvelle fois, Landis fait de nouvelles révélations en particulier à l'encontre d'Armstrong. Il y évoque la répétition des transfusions sanguines, notamment pendant le Tour de France 2004, et incrimine encore directement Lance Armstrong. Il affirme ainsi que le septuple vainqueur du Tour lui a remis en main propre des patches de testostérone.
Le 24 juillet 2010, Landis affirme dans un show sur ABC : « Je ne vais pas rentrer dans le détail du nombre de fois où j'en ai été témoin, mais oui, j'ai vu Lance Armstrong se doper,  Si cela concerne Armstrong, cela signifie qu'il y a un véritable problème avec le système, parce que j'en ai vu d'autres. » Landis assure qu'Armstrong s'est fait transfuser « de multiples fois ».
Le 27 août 2010, Landis a déclaré qu'il avait acheté de l'hormone de croissance auprès de l'entraineur de l'US Postal. Il s'agissait à l'époque de Pepe Marti qui fut l'entraîneur d'Alberto Contador de 2007 à 2010.
Le 4 septembre 2010, Landis a déposé une poursuite dénonciatrice contre Lance Armstrong, rapporte le New York Times. La poursuite entreprise l’a été selon l’acte fédéral des fausses déclarations, le « False Claims Act ». Il s’agit d’une loi qui permet aux citoyens d’intenter des poursuites au nom du gouvernement américain, soutenant que ce dernier a été victime d’une fraude.
Le 20 décembre 2010, on apprend par le New York Daily News que Landis aurait aidé les enquêteurs fédéraux américains à collecter des éléments pour leur dossier par le biais d'une caméra et d'un micro dissimulés. L'ancien cycliste professionnel serait ainsi rentré en contact au printemps dernier avec Michael Ball, un styliste par ailleurs propriétaire de l'équipe (à présent amateur) Rock Racing. Les enregistrements réalisés par Landis montrent différents produits dopants dans un réfrigérateur, dont de l'hormone de croissance. Ils ont permis une perquisition fructueuse au domicile de Ball.
Le 19 janvier 2011, le Sports Illustrated, publie un article incriminant Armstrong qui s'appuie, entre autres, sur un témoignage de Landis. Il évoque un contrôle douanier de l'aéroport de Saint-Moritz, en Suisse, lors d'un vol privé en 2003. Des seringues et des produits dopants auraient été découverts dans ses bagages, sans que celui-ci soit inquiété au motif qu'il s'agissait de « vitamines ». Une accusation réfutée par Armstrong.
Le 4 mai 2011, l'UCI porte plainte contre Landis car ce dernier a adressé de sévères accusations contre Hein Verbruggen, l'ancien président de l'UCI. En novembre 2010, Landis avait affirmé que : « Dans le peloton, tout le monde sait que Pat McQuaid, Hein Verbruggen ou d'autres dirigeants de l'UCI ont protégé lors des vingt dernières années certains coureurs et pas d'autres. C'était leur façon de manipuler et de créer des stars ».
Le 15 août 2011, Landis accuse de nouveau, Pepe Marti de « dealer » de produits dopants, sur la chaine de télévision allemande ARD. L'Américain a confié avoir acheté des produits (EPO et hormone de croissance) à Marti en 2003 lorsqu'il roulait pour l'équipe US Postal de Lance Armstrong.

### Après-carrière
En juillet 2011, Landis accorde une interview à Graham Bensinger dans laquelle il décrit ses plans et son entraînement pour courir en NASCAR.
En avril 2012, il est révélé que les procureurs fédéraux enquêtent sur lui en rapport avec une possible fraude par mail lorsqu'il avait levé des fonds pour financer sa défense en 2007. En août 2012, il reconnait avoir fraudé et est condamné à payer 487 000 dollars en restitution. Il conclut un accord pour éviter d'être poursuivi en justice pour les accusations de fraude en payant la restitution.
Landis est joué par l'acteur américain Jesse Plemons dans le film The Program de 2015, réalisé par Stephen Frears et mettant en vedette Ben Foster dans le rôle de Lance Armstrong et Chris O'Dowd dans le rôle de David Walsh.
Il ouvre un commerce de cannabis dans le Colorado en 2016,.
L'attaque de Landis sur le Tour de France 2006 fait l'objet d'une nouvelle attention lors du Tour d'Italie 2018, lors de la longue échappée en solitaire de Christopher Froome sur la 19e étape. L'un des coureurs, George Bennett déclare même après l'arrivée qu'« il a fait une Landis »,.
En octobre 2018, il crée l'équipe continentale canadienne Floyd's Pro Cycling. Elle est sponsorisée par son entreprise de cannabis, Floyd's of Leadville. Il indique que le financement de l'équipe provient en grande partie de l'argent qu'il a reçu du règlement du litige concernant l'affaire avec Lance Armstrong. Elle est gérée par Gordon Fraser. L'équipe disparait après une seule saison.

## Palmarès et résultats

### Palmarès
| - 1999 - 1re étape de la Cascade Classic - 2e étape des Reddings Three Days - 2e de la Cascade Classic - 3e du Tour de l'Avenir - 2000 - Classement général du Tour du Poitou-Charentes - 1re étape du Tour de Langkawi (contre-la-montre) - 2e de l'Another Dam Race - 2e de la Valley of the Sun Stage Race - 2001 - Boulevard Road Race - 2002 - 2e du Critérium du Dauphiné libéré - 2003 - 4e étape du Tour de France (contre-la-montre par équipes) - 2004 - Tour de l'Algarve : - Classement général - 5e étape - 4e étape du Tour de France (contre-la-montre par équipes) - 1re étape du Tour d'Espagne (contre-la-montre par équipes) - 7e du Tour du Pays basque | - 2005 - 3e étape du Tour de Géorgie (contre-la-montre) - 1re étape du Tour de Catalogne (contre-la-montre par équipes) - 2e de l'Eindhoven Team Time Trial (contre-la-montre par équipes) - 3e du Tour de Géorgie - 8e du Tour de France - 2006 - USA Cycling National Racing Calendar - Tour de Californie : - Classement général - 3e étape (contre-la-montre) - Classement général de Paris-Nice - Tour de Géorgie : - Classement général - 3e étape (contre-la-montre) - 2010 - 2e étape du Tour des Bahamas (contre-la-montre) - 2e du Tour of the Battenkill |  |

### Résultats sur les grands tours

#### Tour de France
5 participations
- 2002 : 61e

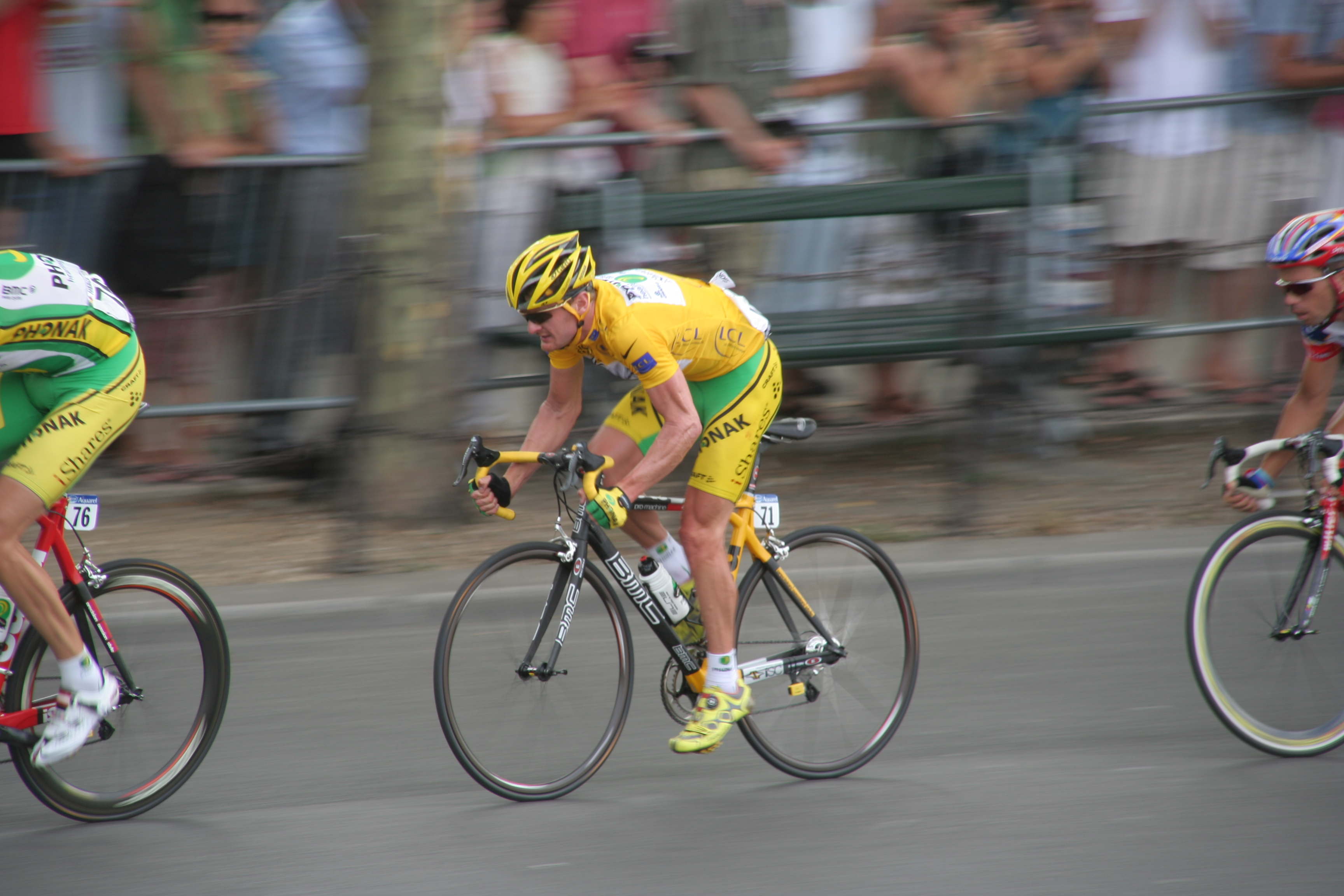
Floyd Landis lors de la dernière étape du Tour de France 2006

- 2003 : 77e, vainqueur de la 4e étape (contre-la-montre par équipes)
- 2004 : 23e, vainqueur de la 4e étape (contre-la-montre par équipes)
- 2005 : 9e
- 2006 :  Vainqueur du classement général et de la 17e étape (contrôlé positif à la testostérone lors de la dix-septième étape, il a été déchu de sa victoire finale le 20 septembre 2007)

#### Tour d'Espagne
3 participations
- 2003 : 76e
- 2004 : abandon (18e étape), vainqueur de la 1re étape (contre-la-montre par équipes),  maillot or pendant 5 jours
- 2005 : abandon (6e étape)

### Classements mondiaux
| Année              | 2005 |
| ------------------ | ---- |
| Classement ProTour | 76e  |

## Vie privée
Il a cinq frères et sœurs, Alice, l'aînée et Robert, Charity, Priscilla et Abigail.

## Hommage
En 2009 s'est formé à Amiens un groupe de punk-rock nommé « Les Poulidoors » dont les compositions traitent toutes de vélo et du Tour de France. Une chanson hommage intitulée Floyd Landis est parue en 2011 sur leur EP 1re Étape.